# Бајел сир Терен
Бајел сир Терен (фр. Bailleul-sur-Thérain) насеље је и општина у североисточној Француској у региону Пикардија, у департману Оаза која припада префектури Бове.
По подацима из 2011. године у општини је живело 2.084 становника, а густина насељености је износила 219,37 становника/km². Општина се простире на површини од 9,5 km². Налази се на средњој надморској висини од 59 метара (максималној 138 m, а минималној 46 m).

## Демографија
| 1962. | 1968. | 1975. | 1982. | 1990. | 1999. | 2011. |
| ----- | ----- | ----- | ----- | ----- | ----- | ----- |
| 927   | 1.150 | 1.212 | 1.523 | 1.567 | 1.753 | 2.084 |

График промене броја становника у току последњих година